# Aeroport d'Elat
L'Aeroport d'Elat (en hebreu: נמל התעופה אילת) (Namal HaTeufa Eilat) també conegut com a Aeroport J. Hozman (IATA: ETH, OACI: LLET), és un aeroport israelià situat en la ciutat de Elat. L'aeroport acull principalment vols nacionals cap a Tel-Aviv i Haifa i vols internacionals que van cap a l'Aeroport Internacional d'Ovda. Alguns vols internacionals en avions que poden aterrar en una pista d'aterratge relativament curta, aterren a Elat.
L'aeroport està situat en el centre de la ciutat, prop de la carretera nacional 90. Està previst que l'Aeroport d'Elat acabi les seves operacions civils el 2010, quan el nou Aeroport Internacional d'Elat entrarà en funcionament. L'aeroport és un centre de connexió per les aerolínies Arkia, El Al i Israir.
Després de la inauguració de l'aeroport Ramón, situat a uns 20 km al nord de la ciutat, l'aeroport de Eilat va deixar de funcionar el 18 de març de 2019. El nou aeroport, més gran, s'encarrega ara de tots els vols nacionals i internacionals de Eilat.

## Història
L'Aeroport d'Elat fou establert el 1949 per la Força Aèria Israeliana, després de la Guerra de la Independència Israeliana de 1948. Durant els seus primers anys, l'aeroport tenia el propòsit d'establir un extens conjunt de connexions amb poblacions de tot el país, principalment amb Tel-Aviv i Haifa. Per tant, es va iniciar una línia regular des d'Elat fins a l'Aeroport de Lod (ara Aeroport Internacional Ben Gurion).
Poc després va entrar en funcionament una línia que anava fins a l'Aeroport de Haifa. En el desembre de 1950, després del seu establiment, l'aerolínia Arkia es va convertir en l'operador nacional més gran de l'Aeroport d'Elat, prenent la posició de les antigues companyies Eilata i Aviron. Fins ara, Arkia manté aquesta posició.
Més tard, el 1964, la pista d'aterratge va ser ampliada a 1.500 m, i es va construir una terminal de passatgers. Cinc anys més tard, la pista d'aterratge va ser ampliada de nou augmentant la longitud a 1.900 metres.
El 1975, l'Aeroport d'Elat va començar a rebre vols de les aerolínies escandinaves. La primera arribada d'un vol internacional a Eilat va tenir lloc en aquell mateix any, amb un avió de l'aerolínia danesa Sterling Airlines.
Des de llavors, s'han establert moltes rutes internacionals que enllacen directament Elat amb Europa. No obstant això, l'aeroport encara no està habilitat per permetre aterratges de grans avions que han de volar cap a l'Aeroport Internacional d'Ovda.
En l'Acord de Pau entre Israel i Jordània de 1994 es va decidir que les operacions suposadament es transferirien de l'Aeroport d'Elat a l'Aeroport d'Aqaba. El pla original era reanomenar a l'Aeroport d'Aqaba com Aeroport Internacional de la Pau Aqaba-Elat.
Tanmateix, l'acord mai es va signar i un acord entre els dos països en el març de 1997, va estipular que els vols nacionals continuarien usant l'Aeroport d'Elat, mentre que no es va prendre cap altra acció per moure els vols internacionals.
En l'agost de 2005, un coet Katiuixa llançat des de Jordània va impactar en un taxi en moviment a menys de 15 metres de la tanca del perímetre de l'aeroport.

## L'aeroport avui dia
Actualment, l'Aeroport d'Elat manté una activitat molt intensa els dijous, dissabtes i diumenges. Els dijous i els diumenges, els vols utilitzen un període d'unes poques hores en els matins i els dissabtes només fan servir les hores de la tarda. Sovint hi ha dies on 10.000 passatgers en 120 vols són canalitzats a través dels 2.800 metres quadrats de la terminal, la qual cosa converteix Elat en uns dels aeroports amb un dels nivells d'activitat més intensos del món en aquesta categoria.
Encara que l'aeroport està preparat per acollir avions Boeing 767, per acollir un gran nombre d'aquests avions, caldria una inversió significativa. Els avions més grossos que volen regularment a l'aeroport són els Boeing 757.
El principal problema de l'aeroport és la manca d'espai per la plataforma, amb només dues posicions d'aparcament per a avions grans. Com a resultat, La companyia El Al opera amb vols regulars llançadora des de l'Aeroport Internacional Ben Gurion portant passatgers al voltant del món en avions Boeing 757, Boeing 737 i avions ATR.
La petita grandària de l'aeroport es pot il·lustrar potser millor amb el fet que un Boeing 757 no pot rodar per la pista més enllà d'un altre avió cap a les posicions d'aparcament.
Els controladors aeris són responsables no només d'assegurar que el valuós espai és utilitzat, sinó també cal assegurar que els altres avions es mantenen circulant, fins que els avions més grossos són aparcats. Malgrat aquestes limitacions, l'aeroport gestiona amb èxit un tràfic aèri entre 10 i 20 vegades més gran que altres aeroports amb una grandària similar. És per aquesta raó que els plans per traslladar l'aeroport són tan importants a curt termini.
En 2006 va començar un programa de renovació de la terminal de l'aeroport i de la pista d'aterratge de l'Aeroport d'Elat per 5,5 milions de ILS, la renovació ha estat dissenyada per sostenir l'aeroport fins que aquest sigui reemplaçat en un futur proper.

## El futur
Des del començament dels anys noranta, les autoritats d'Elat han considerat traslladar l'aeroport, aproximadament 20 km al nord de la ciutat, prop de la zona de Beer Ora. Està previst que la nova instal·lació s'anomeni Aeroport Internacional Ramon. Hi ha nombroses raons darrere d'aquesta idea. Abans de res, el fet que es milloraria la seguretat, ja que en el seu emplaçament actual, hi ha la possibilitat que un avió s'estavelli a sobre dels edificis de la ciutat. Altres raons són el fet que l'aeroport divideix la ciutat d'Elat en dues parts, amb els hotels i les zones turístiques en un costat, i els edificis residencials en l'altre, i un altre raó és el valor del terreny que ocupa l'aeroport.

## Aerolínies i destinacions
- Arkia (Tel-Aviv-Ben Gurión, Tel-Aviv-Sde Dov, Haifa)
- Israel Airlines (Tel-Aviv-Ben Gurión)
- Israir (Tel-Aviv-Ben Gurión, Tel-Aviv-Sde Dov, Haifa)